# Jean-Paul Gauzès
Jean-Paul Gauzès (né le 1er octobre 1947 à Toulouse et mort le 13 septembre 2023 à Paris,) est un homme politique français, député européen (UMP-PPE) de 2004 à 2014.

## Biographie
Après des études à l'Institut d'études politiques de Toulouse (promotion 1967), Jean-Paul Gauzès obtient une licence en sciences économiques en 1968 ainsi qu'un diplôme d'études supérieures de droit public en 1969. Il est assistant à l'Université des sciences sociales de Toulouse de 1969 à 1972, date à laquelle il obtient le certificat d'aptitude à la profession d'avocat. Il devient alors avocat à la Cour de Paris à partir de 1973 et ce jusqu'en 1979, puis à nouveau de 1994 à 1998.
Chef du Département des universités au Service de la formation administrative au ministère de l'Éducation nationale de 1972 à 1979, il devient ensuite avocat au Conseil d'État et à la Cour de cassation de 1980 à 1994. 
Il occupe le poste de directeur juridique et fiscal de la Banque Dexia de 1998 à 2007.
Il soutient la candidature de François Fillon pour la présidence de l'UMP lors du congrès d'automne 2012.

## Fonctions politiques
Jean-Paul Gauzès est membre du RPR puis de l'UMP.
Il est élu maire de Sainte-Agathe-d'Aliermont, en Seine-Maritime en 1983. Il est réélu entre 1989, 1995, 2001 et 2008. Il démissionne en 2013, en cours de mandat.
Il est également conseiller régional de Haute-Normandie de 1993 à 2009 et député européen de 2004 à 2014.

## Distinctions
- Chevalier des Palmes académiques  (1985)
- Chevalier de l'ordre national du Mérite (1987)
- Officier de la Légion d'honneur (2020)[6]